# Йон Хадирке

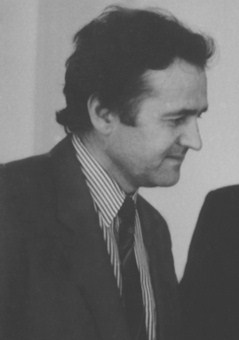

Йон Хадирке (рум. Ion Hadârcă; *17 червня 1949, Синжерея) — молдовський письменник і політичний діяч, перший лідер Народного фронту Молдови (1989-1992), голова Ліберал-реформаторської партії.

## Біографія
Народився 17 червня 1949 року в селі Синжерея Лазовського району Молдавської ССР. У 1966 закінчив середню школу. У 1974 закінчив Кишинівський державний педагогічний інститут ім. Іона Крянге.

## Літературна діяльність
У 1966-1968 працював у районній газеті «Каля леніністе».
З 1974 по 1978 працював науковим співробітником в Інституті мови і літератури Академії наук.
З 1978 по 1981 — редактор, потім завідувач відділом у видавництві «Художня література» в Кишиневі.
З 1983 по 1985 — керівник літературного гуртка «Ранкова зірка» на наступний журналу «Молодь Молдови».
З 1987 по 1989 — член і секретар правління Спілки письменників МССР.
Автор ряду збірників віршів і перекладів з російської, вірменської та інших мов народів СССР, публіцистичних есе, поем «Acest carnet comsomolist», «Carnetul Boris Glavan» та інших.

## Політична діяльність
Хадирке є одним із засновників Народного фронту Молдови та ідеологів румунізма в Республіці Молдова.
У 1989 Хадирке був обраний депутатом Верховної Ради МРСР, був першим заступником голови Верховної Ради МРСР. Обіймав посаду заступника голови Парламенту, в 1993 подав у відставку.
На парламентських виборах 1994 обраний депутатом Парламенту Молдови від Блоку селян і інтелігенції.
З 2009 є депутатом Парламенту Молдови і керівником фракції Ліберальної партії (ЛП) в парламенті.
12 квітня 2013 Хадирке, разом з 6 депутатами, 2 міністрами, трьома заступниками міністрів і лідерами територіальних організацій Ліберальної партії створив Раду з реформування Ліберальної партії. Члени ради зажадали організації з'їзду партії і призначення Доріна Кіртоаке главою ЛП замість Міхая Гімпу. На наступний день, 13 квітня 2013 Республіканська рада ЛП виключила з партії Хадирке, а також 4 депутатів, 2 міністрів, 5 віце-міністрів.